# Sønderjyske
Sønderjysk Elitesport A/S (Sønderjyske) är ett danskt företag som driver elitverksamhet inom fotboll, ishockey och handboll i Sønderjylland.
- Sønderjyske Fodbold
- Sønderjyske ishockey
- Sønderjyske Håndbold